# Premier ministre de Rhodésie
Le Premier ministre de Rhodésie (avant 1964, de Rhodésie du Sud) est le chef de gouvernement de Rhodésie. La Rhodésie, qui était devenue une colonie autonomie du Royaume-Uni en 1923, déclare son indépendance unilatéralement le 11 novembre 1965 et devient en pratique un État non reconnu jusqu'en 1979. En décembre 1979, le pays passe sous contrôle temporaire du Royaume-Uni, et en avril 1980 le pays gagne son indépendance en tant que Zimbabwe.
Le système politique de Rhodésie était inspiré du système de Westminster. Le rôle du Premier ministre y était similaire à ce qu'il était dans d'autres pays avec la même histoire constitutionnelle, tels le Canada ou l'Australie.
Pour les Premiers ministres zimbabwéens (1980-2013), voir l'article Liste des Premiers ministres zimbabwéens.

## Histoire
La colonie britannique autonome de Rhodésie du Sud — ou Rhodésie à partir de 1964 —  est créée le 1er octobre 1923 à partir du territoire précédemment gouverné par la British South Africa Company. Le gouvernement britannique annexe ce territoire pour le vendre ensuite au gouvernement nouvellement formé de Rhodésie du Sud pour 2 millions de livres.
De 1953 à 1963, la Rhodésie du Nord, la Rhodésie du Sud et le Nyassaland — équivalents respectifs des actuels Zambie, Zimbabwe et Malawi — sont fusionnés au sein de la Fédération de Rhodésie et du Nyassaland, aussi connue sous le nom de Fédération centrale africaine. Sir Godfrey Huggins est le Premier ministre fédéral de 1953 à 1956, suivi de Sir Roy Welensky qui occupe le poste jusqu'à la fin de la fédération le 31 décembre 1963. Lorsque la Rhodésie du Nord accède à l'indépendance en tant que Zambie le 24 octobre 1964, la Rhodésie du Sud commence à être mentionnée simplement sous le nom de « Rhodésie ». 
Le gouvernement du Premier ministre Ian Smith émet une déclaration unilatérale d'indépendance du Royaume-Uni en 1965 et reste Premier ministre lorsque le pays devient une République en 1970. Dans le cadre de l'Accord Interne de 1979, et après une longue période de conflit, le pays devient le Zimbabwe-Rhodésie, et pour la première fois le pays a un Premier ministre noir, Abel Muzorewa. Aucun de ces actes n'a été reconnu à l'international et, dans le cadre des Accords de Lancaster House, le gouvernement accepte de revenir au statut colonial en 1979 afin de faciliter la mise en place du système majoritaire et la création de l'État indépendant du Zimbabwe en 1980.
La fonction de Premier ministre du Zimbabwe est abolie en 1987, lorsque Robert Mugabe devient le président en exercice. Cependant, en 2008, ce poste est rétabli après des négociations politiques, et Morgan Tsvangirai occupe le poste de Premier ministre du pays pour la première fois depuis 21 ans.

## Liste des Premiers ministres de Rhodésie
Voici la liste des Premiers ministres de Rhodésie du Sud. Pour les Premiers ministres zimbabwéens (à partir de 1980), voir l'article Liste des Premiers ministres zimbabwéens.
- Charles Coghlan du 1er octobre 1923 au 28 août 1927.
- Howard Unwin Moffat du 2 septembre 1927 au 5 juillet 1933.
- George Mitchell du 5 juillet 1933 au 12 septembre 1933.
- Lord Malvern de septembre 1933 à 1953.
- Garfield Todd de 1953 à 1958.
- Edgar Whitehead du 17 février 1958 au 17 décembre 1962.
- Winston Field du 17 décembre 1962 au 13 avril 1964.

La Rhodésie du Sud devient la Rhodésie après l'indépendance de la Rhodésie du Nord sous le nom de Zambie.
- Ian Smith du 13 avril 1964 au 1er juin 1979.

La République de Rhodésie revient sous administration britannique sous le nom d'État du Zimbabwe-Rhodésie.
- Abel Muzorewa du 1er juin 1979 au 18 avril 1980.

L'indépendance est proclamée de nouveau en 1980.